# Застава НТВ
Застава НТВ (ново теренско возило) је лако војно не/борбено теренско возило 4x4 које је намењено за превоз људства, транспорт оруђа и материјала укупне масе до 1,4 тоне, као и вучу оруђа и прикључних средстава масе до 1,7 тона. Развили су га заједнички предузеће Застава ТЕРВО из Крагујевца и ВТИ из Београда.

## Настанак и развој
Развој возила Застава НТВ 4x4 започео је како би се у Војсци Србије заменила читава флота застарелих возила, као што су Пинцгауер, који су набављани за потребе ЈНА у периоду од 1975. до 1985.године.
Ново предузеће „Застава ТЕРВО" је током 2018. године наставило развој лаког теренског возила базираног на прототипу возила које је настало у предузећу „Застава камиони". Израђена су два прототипа ПТ-1 и ПТ-2, који су прошли комплетан процес испитивања по разним теренима и полигонима у сарадњи са Војнотехничким институтом (ВТИ) и Техничкоопитним центром (ТОЦ). Нова возила представљена су јавности на Међународном сајму наоружања и опреме „Партнер 2019". У односу на претходну серију прототипа, извршен је редизајн предњег дела, уграђен је јачи мотор, аутоматски мењач, већи пнеуматици и независно вешање. Застава НТВ усвојена је у наоружање Војске Србије крајем 2019. године, а прва „нулта серија" завршена је почетком 2021. године.

## Опис возила
Развијен је у две верзије 1+2 теретни и 1+8 комби, а у плану је и развој санитетске верзије, као и лако оклопне варијанте.
Застава Ново теренско возило – НТВ представља вишенаменско функционално возило максималне носивости 7,5 тона (корисне 2,5 тоне), које је изузев мотора, мењача и независног система вешања у потпуности произведено у фабрици Застава ТЕРВО. Уграђен је савремени амерички мотор марке Куминс (Cummins ISF 3,8) редни, четвороцилиндрични, четворотактни, водом хлађени, турбо прехрањиван дизел-мотор са хладњаком усисног ваздуха. 
Кочиони систем је хидраулички са диск кочницама на свим точковима и АБС уређајем и електронском расподелом кочних сила. Управљачки механизам је хидраулички са серво дејством. Аутоматски мењач америчке фирме Алисон, као двостепени разводник погона са хидродинамичким претварачем обртног момента. Систем независног ослањања возила пружа оптималне вучно-динамичке карактеристике при кретању на терену, као и повећану удобност при кретању на путевима са савременим коловозом.
Димензије и маса возила су такве да пружају могућност уградње додатног терета у возило у смислу балистичке заштите, туреле са наоружањем, као и разне опто-електронске справе и уређаје.
Застава НТВ не производи се у масовној серијски производњи већ у малим партијама, по наруџбини, зависно од финансијске ситуације и војних потреба.

## Корисници
- Србија — Војска Србије — 10 возила.